# Murony–Békés-vasútvonal
A Murony–Békés vasútvonal a MÁV 129-es számú normál nyomközű, egyvágányú, nem villamosított 7,3 km hosszú mellékvonala Békés vármegyében. A vonalon a személyszállítás megszűnt, a forgalomból kizárták. Az utolsó személyvonat 2007. március 3-án közlekedett.

## A vonal története
A vonalat a Békésföldvár-Bihari HÉV építette, a közforgalomnak 1883. november 17-én adták át. A vonal felépítményébe „eI.” jelű, acélfejű vassínek lettek beépítve. A 6,5 m hosszú sínszálak profil magassága 100 mm, fejszélessége 47 mm, talpszélessége 86 mm, tömege 20 kg/m. Egy vágánymezőben 8 darab talpfa volt 70+6×85+70 cm aljkiosztással, szilárd illesztéssel. A vontatási feladatokat a MÁV X. osztályú gőzmozdonyai látták el. Az 1902. évi rovancs szerint Békésre az 5734 és 5753 psz. mozdonyok voltak állomásítva. 1910 márciusában nyílt meg a közforgalomnak az 1. sz. őrháznál Murony és Békés között Soványhát feltételes megálló.

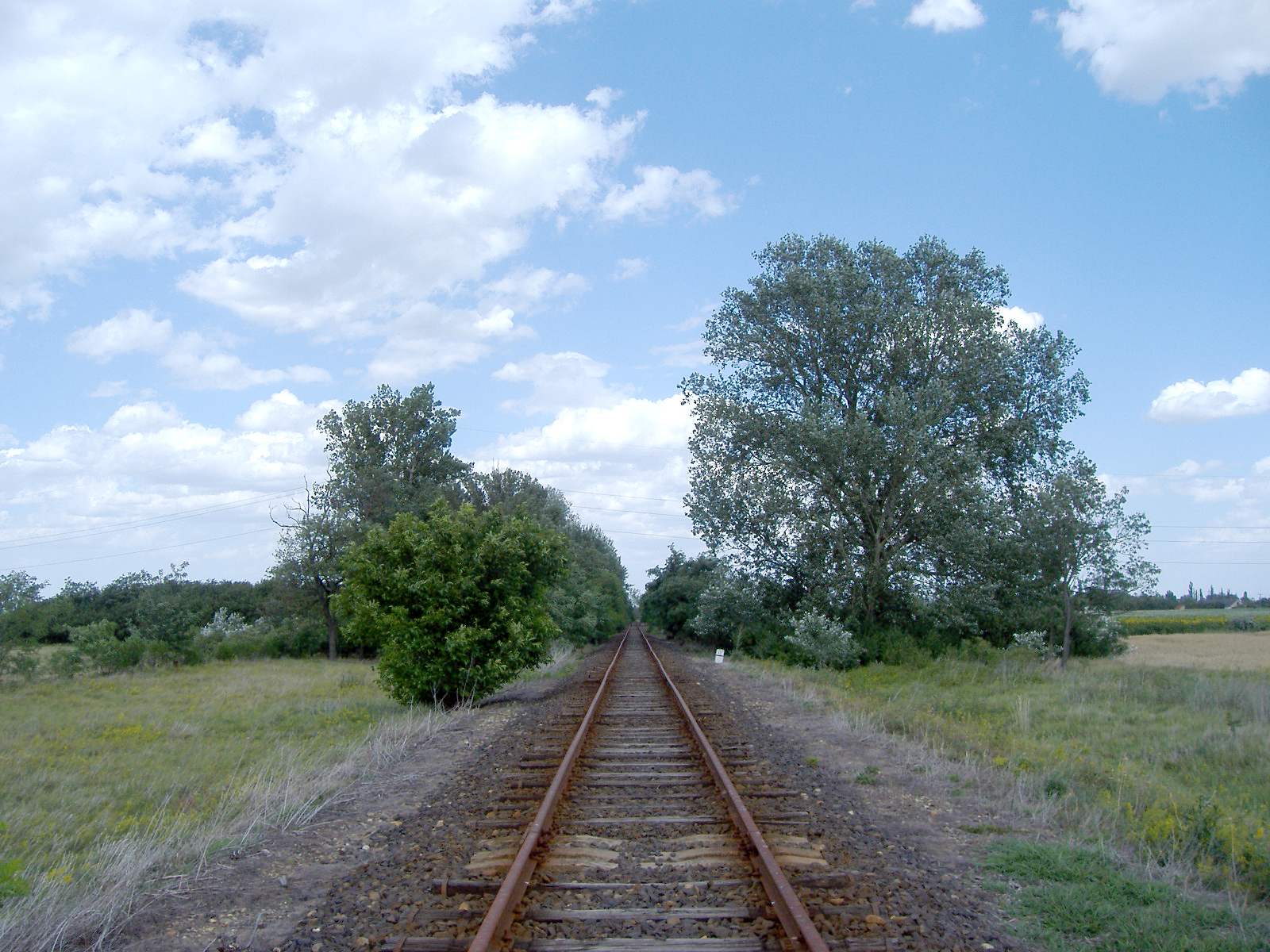
A Murony–Békés vonal képe a bezárás után négy hónappal, 2007. július 8-án

A vonal 1932-ben a MÁV tulajdonába került. A második világháború után a pályát 1955 és 1958 között a Szajol–Békéscsaba-vonalból bontott „I” felépítményűre (42 kg/fm) cserélték ki.
Soványhát megállóhely 1977. május 22-vel megszűnt, az épület elbontására 1977. február 16-án írta ki a pályázatot a Szegedi Igazgatóság.

## Bezárása
A vonalon a személyforgalom a Gazdasági és Közlekedési Minisztérium rendelete alapján 2007. március 4-én 0:00-kor megszűnt. 
A vonalat – bár a pálya hiánytalan volt és jó állapotú – később a forgalomból kizárták, így tehervonat vagy különvonat sem közlekedhetett rajta. A Gyoma–Békéscsaba vasútvonal átépítésének idején a mellékvonalon ismét mozogtak vonatok: a vállalkozók az éppen mellőzött építőszerelvényeket tárolták a nyíltvonali szakaszon.

## Érdekességek
- Az 1965/1966 évi cukorrépa kampány ideje alatt Békés állomásról 25–30 kocsis fordavonatok közlekedtek a sarkadi cukorgyárba.
- A békési szárnyvonal volt az egyik utolsó vonala a régi Ganz motorkocsiknak, 1986 augusztusáig a vésztői ABmot és ABymot motorkocsik közlekedett itt
- Békésen kapcsolata volt a vonalnak az Alföldi Kisvasúttal (volt AEGV), a megyét behálózó kiterjedt kisvasúti hálózattal.
- Vegyesvonatok is közlekedtek Békésre, a 70-es 80-as évek tájékán MÁV M31 sorozatú dízelmozdonnyal.
- Ez a vonal volt Magyarország első vasúti szárnyvonala.